# V773 Геркулеса
V773 Геркулеса (лат. V773 Herculis), HD 149822 — двойная звезда в созвездии Геркулеса на расстоянии приблизительно 503 световых лет (около 154 парсек) от Солнца. Видимая звёздная величина звезды — от +6,04m до +6,01m. Возраст звезды определён как около 302 млн лет.
Открыта Джоном Эрнестом Уинзером в 1974 году*.

## Характеристики
Первый компонент — бело-голубая вращающаяся переменная звезда типа Альфы² Гончих Псов (ACV) спектрального класса B9pSiCrSr, или B9SiCr, или B9p, или A0p, или A0, или A2VpSiSrCr. Масса — около 2,68 солнечной, радиус — около 2,705 солнечного, светимость — около 45,709 солнечной. Эффективная температура — около 10800 K.
Второй компонент — красный карлик спектрального класса M. Масса — около 272,67 юпитерианской (0,2603 солнечной). Удалён в среднем на 2,246 а.е..